# Hanse-Eco-Serie
Die Hanse-Eco-Serie, auch Hanse Eco Short Sea Coaster ist ein Mehrzweck-Frachtschiffstyp des Haren-Emser Schifffahrtsunternehmens Rhenus-Arkon-Shipinvest.

## Einzelheiten
Der Schiffstyp wurde federführend von Torsten Westphal der Reederei Arkon Shipping konzipiert und bei der Werft Dayang Offshore Equipment Company in Hongqiao in Auftrag gegeben. Nachdem Rhenus Maritime Services Anfang 2021 60 % der Anteile an Arkon Shipping übernommen hatte, verlegte letztere ihren Sitz nach Haren (Ems) und die Übernahme der Neubauten geschah durch Rhenus-Arkon-Shipinvest. Die Schiffe werden im Rahmen eines Langzeitchartervertrages durch die norwegische Reederei Wilson ASA eingesetzt.
Der Schiffsentwurf mit vorne angeordneten Aufbauten und langem bis weit achtern reichenden Laderaum ist als Open-Top-Mehrzweck-Trockenfrachtschiff ausgelegt. Besonders auffällig ist die Konzeption des Schiffes mit größtmöglicher freier Decksfläche und Lukenöffnung. Dazu wurde beispielsweise das Deckshaus ganz vorne und der Schornstein seitlich an Backbord angeordnet. Darüber hinaus wurde die Back sehr klein ausgelegt und ein darüberliegender Wetterschutz angebracht. Der Rauminhalt des Laderaums beträgt 5500 m³, die Tankdecke und die versetzbaren Zwischendecks sind verstärkt ausgelegt. Die Schiffe sind in der Hauptsache für die Nord- und Ostseedienste ausgelegt und dürfen zum Transport sperriger Bauteile mit offenen Luken gefahren werden. Sie können bei Bedarf auch Massengüter, Massenstückgüter oder Container fahren. Die Laderäume der Schiffe werden durch Stapellukendeckeln (Piggy-Back) verschlossen, die von einem verfahrbaren Lukenwagen bedient werden.
Der Antrieb der Schiffe besteht aus einem ABC-Sechszylinder-Viertakt-Dieselmotor, der über ein Getriebe auf einen Festpropeller wirkt. Zusätzlich ist eine Unterstützung durch einen Elektromotor vorgesehen. Die elektrische Bordversorgung wird durch zwei Hilfsdiesel des Typs Perkins E70 TAG1M und einen Notdiesel des Typs Perkins E70 TAG2M gewährleistet. Die An- und Ablegemanöver werden durch ein Bugstrahlruder unterstützt. Die fünf Einheiten sollen durch ihre Rumpfform etwa 20 % weniger Energie benötigen und durch Maßnahmen wie die Abgasreinigung die ab 2025 verbindlichen IMO-Tier-III-Emissionsvorschriften erfüllen und somit umweltfreundlicher als heutige Schiffe betrieben werden können.

## Die Schiffe
| Hanse-Eco-Serie | Hanse-Eco-Serie | Hanse-Eco-Serie | Hanse-Eco-Serie                                    | Hanse-Eco-Serie                  |
| Bau- name       | Bau- nummer     | IMO- Nummer     | Kiellegung Stapellauf Ablieferung                  | Umbenennungen und Verbleib       |
| --------------- | --------------- | --------------- | -------------------------------------------------- | -------------------------------- |
| RHAS 1          | SH100           | 9911434         | 7. Dezember 2020 15. Mai 2021 11. Januar 2022      | 2022 Wilson Flex I, so in Fahrt  |
| RHAS 2          | SH101           | 9911446         | 28. Januar 2021 9. Oktober 2021 22. September 2022 | 2022 Wilson Flex II, so in Fahrt |
| RHAS 3          | SH102           | 9911458         | 15. Mai 2021 19. November 2021 27. Februar 2023    | 2023 Wilson Flex III             |
| RHAS 4          | SH103           | 9911460         | 29. Juni 2021 Januar 2022 29. November 2022        | 2022 Wilson Flex IV, so in Fahrt |
| RHAS 5          | SH112           | 9911472         | 20. Oktober 2021 17. September 2022 6. Juni 2023   | 2023 Wilson Flex V               |
| Daten: DNV      |                 |                 |                                                    |                                  |